# Little Sorrel

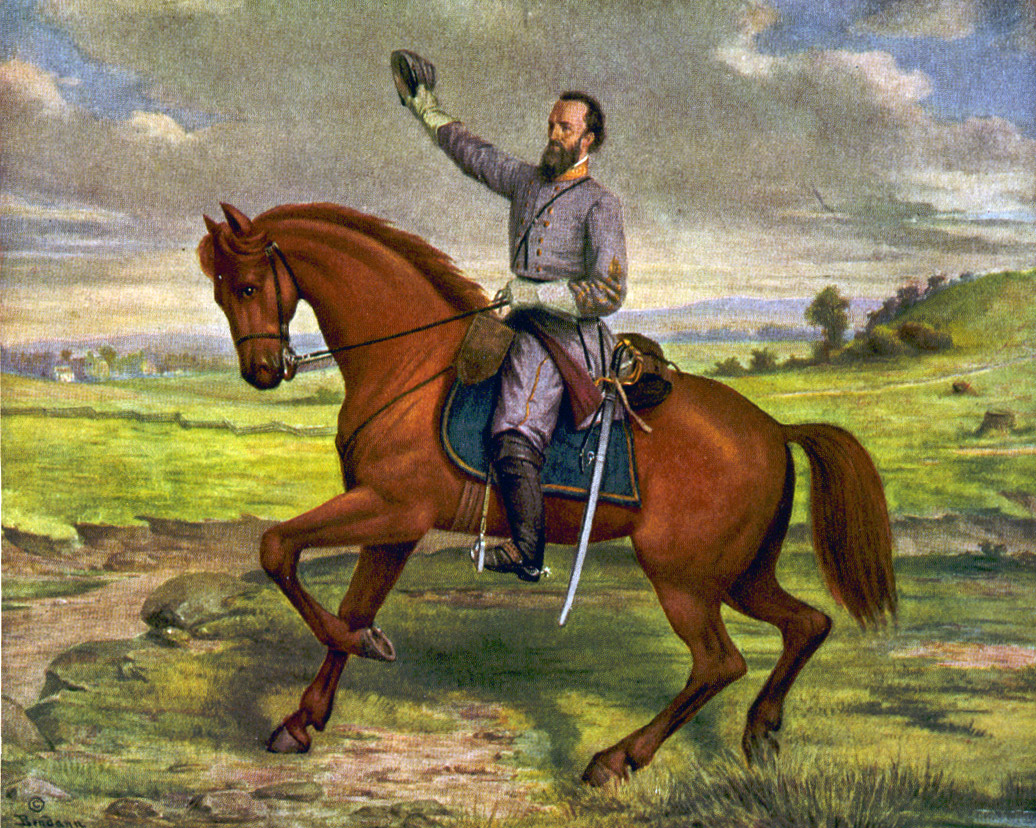
General Jackson zu Pferd

Little oder Old Sorrel (* 1850; † 16. oder 17. März 1886 in Lexington (Virginia)) war ein Kavalleriepferd.

## Leben
Little Sorrel hatte ein bewegtes Leben. Er wurde als Kavalleriepferd für die Nordstaaten ausgewählt und sollte nach Washington transportiert werden. Doch bei Harper’s Ferry wurde der Zug, in dem er sich befand, Ende April oder Anfang Mai 1861 von einem Trupp von Konföderierten unter der Führung von Thomas Jonathan Jackson erbeutet. „Stonewall“ Jackson wählte Little Sorrel für sich aus und kaufte ihn seiner Regierung, der er das Kriegsgut zu übergeben hatte, ab. Zu diesem Zeitpunkt war das Pferd elf Jahre alt.
Jackson hatte das relativ kleine und sanfte Pferd zunächst seiner Frau zugedacht und sich für sich selbst ein anderes, größeres Tier zugelegt, entschied sich aber bald um. Er gab dem Morgan den Namen „Fancy“, der sich aber nicht durchsetzte. Bei den Truppen hieß das Tier bald „Little“ oder auch „Old Sorrel“ (= „Fuchs“).
„Stonewall“ Jackson ritt das Pferd während des gesamten Bürgerkriegs – mit Ausnahme des Kampfes bei Maryville – bis zu seiner tödlichen Verwundung in der Schlacht bei Chancellorsville am 2. Mai 1863. In diesem Kampf ging Little Sorrel zunächst verloren, wurde aber bald darauf von General Stuart wiedergefunden.

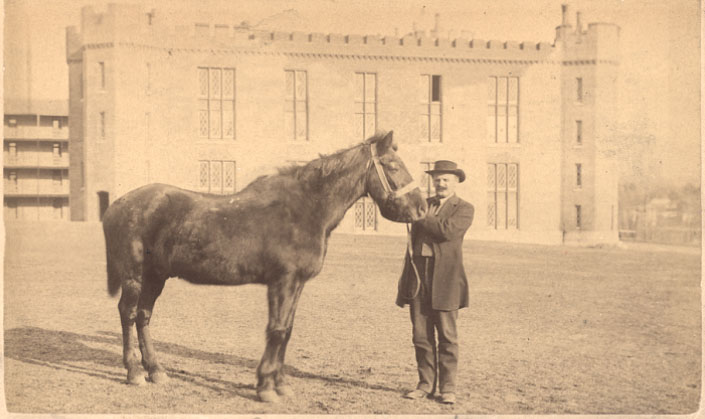
Little Sorrel vor dem Virginia Military Institute

Nach Jacksons Tod wurde Little Sorrel zunächst dessen Witwe überstellt, die sich bis 1883 um ihn kümmerte. Er lebte nun im Lincoln County in North Carolina. Später wurde er im Virginia Military Institute gehalten, an dem sein Herr einst gelehrt hatte. 1885 wurde er in New Orleans ausgestellt und anschließend einem Bürgerkriegsveteranen übergeben, um bei diesem das Gnadenbrot zu erhalten. Inzwischen zeigten sich deutliche Zeichen von Altersschwäche; man musste ihn schließlich durch eine unter seinem Leib durchgezogene Schlinge auf den Beinen halten. Als diese einmal nicht mehr hielt, stürzte das alte Pferd, verletzte sich den Rücken und starb.

## Fell
Der Taxidermist Frederic S. Webster, der zufällig an Little Sorrels Todestag in der Stadt war, begann umgehend das Pferd zu präparieren. Er ging dabei nach einem neuartigen Verfahren vor und benutzte die Knochen nicht, um den Pferdekörper zu modellieren.  Das Ergebnis seiner Arbeit stand zunächst in seiner Werkstatt in Washington; er hatte das Pferd aus Gips mit erhobenem Kopf und gespitzten Ohren nachgebildet und dann das Fell darübergespannt. 1935 wurde das ausgestopfte Tier, dessen Präparation von den Stadtvätern von Richmond bezahlt worden war und das den Angehörigen des Confederate Soldiers’ Home übergeben worden und im Lee Camp ausgestellt war, an die United Daughters of the Confederacy vererbt. Nach dem Tod des letzten Veteranen kehrte es 1949 zurück ins Virginia Military Institute und wurde dort ausgestellt. Es befindet sich heute noch dort, ist aber in einem schlechten Zustand, da zahlreiche Besucher ihm Haare ausgerupft haben. Neben dem ausgestopften Pferd wird Jacksons Regenmantel präsentiert, in dem noch das Loch zu sehen ist, das die tödliche Kugel verursachte.

## Skelett

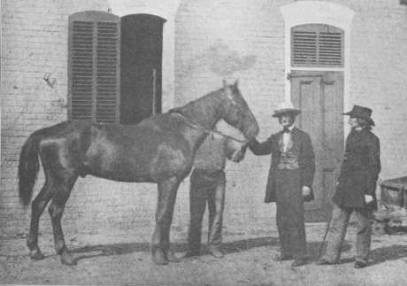
Little Sorrel

Little Sorrels Skelett, das zum Honorar Websters gehörte, wurde ebenfalls präpariert und gelangte 1903 nach Pittsburgh ins Carnegie Museum of Natural History. Damit befand sich nun aber ein Teil des Pferdes in den Nordstaaten, auf dem Gebiet der einstigen Feinde. Nach langen Verhandlungen kehrten 1948 oder 1949 auch die Knochen des Pferdes in die Südstaaten zurück und wurden ebenfalls im Virginia Military Institute untergebracht, wo sie jedoch häufigem Vandalismus ausgesetzt waren. Es galt als glückverheißend, seinen Namen in die Knochen zu schnitzen, die bis 1989 in einem Biologiesaal standen und dann eingelagert wurden. So entschloss man sich schließlich 1997, 111 Jahre nach dem Tod des Pferdes, die Knochen zu verbrennen, ihre Asche zu bestatten und eine Gedenktafel auf dem Grab anzubringen. Es befindet sich in unmittelbarer Nähe zum Jackson-Denkmal bei der Militärakademie. Das Begräbnis fand mit militärischen Ehren statt und die Überreste des Pferdes wurden in einem Walnusssarg bestattet. Auch auf geistlichen Beistand musste Little Sorrel nicht verzichten; der Pastor der Lexington Presbyterian Church gab ihm seinen Segen. Am Grab sprachen außerdem James I. Robertson, der Verfasser einer Biographie Jacksons, und Keith Gibson, der Direktor des Museums des Militärinstitutes. Erde von jedem Schlachtfeld, auf dem Jackson mit Little Sorrel unterwegs gewesen war, stand bereit, so dass die Trauergäste Little Sorrel etwas davon mit ins Grab geben konnten, und das Grab war mit Hufeisen, Äpfeln und Karotten dekoriert.